# Расчёт надёжности
Расчёт надёжности — процедура определения значений показателей надёжности объекта с использованием методов, основанных на их вычислении по справочным данным о надежности элементов объекта, данным о надёжности объектов-аналогов, данным о свойствах материалов и другой информации, имеющейся к моменту расчета.
В результате расчета определяются количественные значения показателей надёжности.

## История
Необходимость расчёта надёжности технических устройств и систем существовала с момента начала использования их человеком. Например, в начале 1900-х годов существовала задача оценки среднего времени горения газовых фонарей, а в середине 1930-х, благодаря работам шведского ученого В. Вейбулла, получила известность задача описания среднего времени наработки электронной лампы до её выхода из строя (распределение Вейбулла).
Примером поиска методов расчёта надёжности является история создания ракетных комплексов Фау-1 и Фау-2 Вернером фон Брауном. В лаборатории Брауна тогда работал немецкий математик Эрик Пьеружка (Eric Pieruschka), который доказал, что надёжность ракеты равна произведению надёжности всех компонентов, а не надёжности самого ненадёжного элемента, как считал Браун. Позднее вместе с Брауном в середине 50-х годов в США работал немецкий инженер Роберт Луссер (англ.), который сформулировал основные теоретические положения будущей теории надёжности. Его формула для расчета надёжности системы с последовательным соединением элементов стала известна как «закон Луссера» (англ.).
К первым работам по расчёту надёжности в Советском Союзе можно отнести статью инженера Якуба Б. М. «Показатели и методы расчета надёжности в энергетическом хозяйстве», опубликованную в журнале «Электричество», № 18, 1934 г., и статью профессора Сифорова В. И. «О методах расчёта надёжности работы систем, содержащих большое число элементов» (Известия Академии наук СССР. Отделение технических наук. № 6, 1954 г.) Независимо от закрытых работ немецких ученых, в указанных статьях надёжность систем с последовательным соединением рассчитывалась как произведение надёжности элементов.
Первая в СССР монография по теории и расчёту надёжности — книга И. М. Маликова, А. М. Половко, Н. А. Романова, П. А. Чукреева «Основы теории и расчёта надёжности» (Ленинград, Судпромгиз, 1959 г.).

## Цели расчета надёжности
Решение вопросов надёжности и безопасности современных структурно-сложных технических систем и объектов осуществляется на всех стадиях жизненного цикла, от проектирования и создания, производства, до эксплуатации, использования и утилизации. При этом могут преследоваться следующие цели:
- обоснование количественных требований к надёжности объекта или его составным частям;
- сравнительный анализ надёжности вариантов схемно-конструктивного построения объекта и обоснование выбора рационального варианта, в том числе по стоимостному критерию;
- определение достигнутого (ожидаемого) уровня надёжности объекта и/или его составных частей, в том числе расчетное определение показателей надёжности или параметров распределения характеристик надежности составных частей объекта в качестве исходных данных для расчета надёжности объекта в целом;
- обоснование и проверку эффективности предлагаемых (реализованных) мер по доработкам конструкции, технологии изготовления, системы технического обслуживания и ремонта объекта, направленных на повышение его надёжности;
- решение различных оптимизационных задач, в которых показатели надёжности выступают в роли целевых функций, управляемых параметров или граничных условий, в том числе таких, как оптимизация структуры объекта, распределение требований по надёжности между показателями отдельных составляющих надёжности (например, безотказности и ремонтопригодности), расчет комплектов ЗИП, оптимизация систем технического обслуживания и ремонта, обоснование гарантийных сроков и назначенных сроков службы (ресурса) объекта и др.;
- проверку соответствия ожидаемого (достигнутого) уровня надёжности объекта установленным требованиям (контроль надежности), если прямое экспериментальное подтверждение их уровня надёжности невозможно технически или нецелесообразно экономически.

На этапе проектирования технических систем выполняется проектный расчет надёжности.
Проектный расчет надёжности — процедура определения значений показателей надёжности объекта на этапе проектирования с использованием методов, основанных на их вычислении по справочным и другим данным о надёжности элементов объекта, имеющихся к моменту расчета.
Проектный расчет надёжности входит в состав обязательных работ по обеспечению надёжности любой автоматизированной системы и выполняется на основе требований нормативно-технической документации (ГОСТ 27.002-89, ГОСТ 27.301-95, ГОСТ 24.701-86).
На этапе испытаний и эксплуатации расчёт надёжности проводится для оценки количественных показателей надёжности спроектированной системы.

## Методы расчёта надёжности

### Структурные методы расчета надёжности
Структурные методы являются основными методами расчета показателей надёжности в процессе проектирования объектов, поддающихся разукрупнению на элементы, характеристики надёжности, которых в момент проведения расчетов известны или могут быть определены другими методами.
Расчет показателей надёжности структурными методами в общем случае включает:
- представление объекта в виде структурной схемы, описывающей логические соотношения между состояниями элементов и объекта в целом с учетом структурно-функциональных связей и взаимодействия элементов, принятой стратегии обслуживания, видов и способов резервирования и других факторов;
- описание построенной структурной схемы надёжности объекта адекватной математической моделью, позволяющей в рамках введенных предположений и допущений вычислить показатели надёжности объекта по данным о надёжности его элементов в рассматриваемых условиях применения.

В качестве структурных схем надёжности могут применяться:
- схемы функциональной целостности;
- структурные блок-схемы надёжности;
- деревья отказов;
- графы состояний и переходов.

#### Логико-вероятностный метод
В логико-вероятностных методах (ЛВМ) исходная постановка задачи и построение модели функционирования исследуемого системного объекта или процесса осуществляется структурными и аналитическими средствами математической логики, а расчет показателей свойств надёжности, живучести и безопасности выполняется средствами теории вероятностей.
ЛВМ являются методологией анализа структурно-сложных систем, решения системных задач организованной сложности, оценки и анализа надёжности, безопасности и риска технических систем. ЛВМ удобны для исходной формализованной постановки задач в форме структурного описания исследуемых свойств функционирования сложных и высокоразмерных систем. В ЛВМ разработаны процедуры преобразования исходных структурных моделей в искомые расчетные математические модели, что позволяет выполнить их алгоритмизацию и реализацию на ЭВМ.
Основоположником научно-технического аппарата ЛВМ и прикладных аспектов их применения, а также создателем и руководителем научной школы является профессор Рябинин И. А..

#### Общий логико-вероятностный метод
Необходимость распространения ЛВМ на немонотонные процессы привела к созданию общего логико-вероятностного метода (ОЛВМ). В ОЛВМ расчета надёжности аппарат математической логики используется для первичного графического и аналитического описания условий реализации функций отдельными и группами элементов в проектируемой системе, а методы теории вероятностей и комбинаторики применяются для количественной оценки безотказности и/или опасности функционирования проектируемой системы в целом. Для использования ОЛВМ должны задаваться специальные структурные схемы функциональной целостности исследуемых систем, логические критерии их функционирования, вероятностные и другие параметры элементов.
В основе постановки и решения всех задач моделирования и расчета надёжности систем с помощью ОЛВМ лежит так называемый событийно-логический подход. Этот подход предусматривает последовательное выполнение следующих четырёх основных этапов ОЛВМ:
- этап структурно-логической постановки задачи;
- этап логического моделирования;
- этап вероятностного моделирования;
- этап выполнения расчетов показателей надёжности.

## Примеры расчета надёжности систем простой структуры

### Последовательная система
В системе с последовательной структурой отказ любого компонента приводит к отказу системы в целом.
Система логических уравнений для приведенной выше последовательной системы: 
{\displaystyle {\begin{cases}y_{1}=x_{1},\\y_{2}=y_{1}\land x_{2},\\y_{3}=y_{2}\land x_{3}.\end{cases}}}

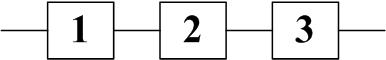
Пример последовательной системы.

Логическая функция работоспособности (решение системы логических уравнений):
{\displaystyle Y_{s}=x_{1}\land x_{2}\land x_{3}.}

Вероятность безотказной работы:
{\displaystyle P_{s}=p_{1}\cdot p_{2}\cdot p_{3},}
где {\displaystyle p_{1},p_{2},p_{3}} — вероятности безотказной работы компонентов.
В общем случае вероятность безотказной работы системы равна:{\displaystyle P_{s}=\prod _{i=1}^{N}p_{i}.}

### Параллельная система

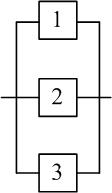
Пример параллельной системы.

В системе с параллельной структурой отказ системы в целом происходит только при отказе всех элементов. 
Система логических уравнений для приведенной параллельной системы:
{\displaystyle {\begin{cases}y_{1}=x_{1},\\y_{2}=x_{2},\\y_{3}=x_{3}.\end{cases}}}
Логическая функция работоспособности (решение системы логических уравнений):
{\displaystyle Y_{p}=x_{1}\lor x_{2}\lor x_{3}.}
Вероятность безотказной работы:
{\displaystyle P_{p}=1-(1-p_{1})\cdot (1-p_{2})\cdot (1-p_{3}).}

В общем случае вероятность безотказной работы системы равна:
{\displaystyle P_{p}=1-\prod _{i=1}^{N}(1-p_{i}).}

### Система типа: «kизn»
Вероятность того, что в системе, состоящей из {\displaystyle n} одинаковых (равнонадёжных) элементов, безотказно работают ровно {\displaystyle k} элементов, может быть вычислена по формуле:
{\displaystyle P_{e}(t,k,n)={\binom {n}{k}}p(t)^{k}q(t)^{n-k},\quad k=0,1,2,\ldots ,n},
где
{\displaystyle p(t)} — вероятность безотказной работы элемента системы;
{\displaystyle q(t)=1-p(t);}
{\displaystyle {n \choose k}={\frac {n!}{k!(n-k)!}}} — биномиальный коэффициент из {\displaystyle n} по {\displaystyle k}.
Вероятность того, что в системе, состоящей из {\displaystyle n} одинаковых и равнонадежных элементов, безотказно работают не менее {\displaystyle k} элементов, может быть вычислена по формуле:
{\displaystyle P(k)=\sum _{i=k}^{n}{{\binom {n}{i}}p(t)^{i}q(t)^{n-i}}.}
Вероятность того, что в системе, состоящей из {\displaystyle n} одинаковых и равнонадёжных элементов, безотказно работают не менее {\displaystyle k} элементов, может быть выражена через вероятности безотказной работы аналогичной системы меньшей размерности:
{\displaystyle P(k)=P(k-1)+P_{e}(t,k,n).}

## Некоторые программные пакеты для расчета надёжности
Программные средства, предназначенные для анализа и расчета надежности, готовности и ремонтопригодности (в алфавитном порядке)

:
отечественные
- АРБИТР[9]
- АРМ Надежности[10]
- АСОНИКА-К[11]
- AnyGraph[12][неавторитетный источник]
- CRISS[13]

зарубежные
- BlockSim[14]
- ITEM Software[15]
- RAM Commander от Advanced Logistics Development[16]
- Reliability Workbench[17]
- Windchill[18]